# Димитър Азъров
Димитър Петров Азъров или Хазяров е български революционер, деец на Вътрешната македоно-одринска революционна организация и на Върховния македоно-одрински комитет.

## Биография
Димитър Азъров е роден в 1880 година в град Гумендже, тогава в Османската империя. Брат му Гоно Азъров също е деец на ВМОРО. Присъединява се към ВМОРО и в 1902 година става четник при Апостол Петков. С четата на Апостол войвода участва в Илинденско-Преображенското въстание и се сражава в много битки – при Голата чука в Паяк, в село Мандалево, Ениджевардарско, в село Радомир, Ениджевардарско, край Гумендже, както сам пише „за освобождението на българската народност от потисничеството“. В 1907 година е арестуван от властите и осъден на 5 години тъмничен затвор. След Младотурската революция от лятото на следната година е амнистиран.
На 16 февруари 1943 година, като жител на София, подава молба за народна пенсия, която е одобрена и отпусната от Министерския съвет на Царство България.